# György Barocsai
György Barocsai, född 1990 i Budapest, är en ungersk-svensk musiker, musikproducent och ljudtekniker baserad i Göteborg vid Svenska Grammofonstudion.
Han har arbetat med artister som till exempel:
- Bob hund[1][2]
- Ulf Dageby[3]
- The Sounds
- Mattias Alkberg[4]
- Eldoradio[5]Maidavale[6]Bleu Roi, [7]Two Year Vacation,
- Affordable Hybrid

## Fotnoter
1. ↑  ”bob hund -  0-100”. Discogs.com. https://www.discogs.com/master/1549041-bob-hund-0-100. Läst 17 september 2024.
2. ↑  ”Bob Hund släpper skiva inom kort”. gaffa.se. https://gaffa.se/nyheter/2015/maj/bob-hund-slapper-skiva-inom-kort/. Läst 17 september 2024.
3. ↑  ”Ulf Dageby Band - Ulf Dageby Band”. Discogs.com. https://www.discogs.com/release/13583144-Ulf-Dageby-Band-Ulf-Dageby-Band. Läst 17 september 2024.
4. ↑  Mattias Alkberg - Topic (24 mars 2023). ”Långsam och fet”. https://www.youtube.com/watch?v=FVI36Nos5bk. Läst 17 september 2024.
5. ↑  ”LYSSNA: Svensk psykrockpärla”. gaffa.se. https://gaffa.se/nyheter/2024/februari/lyssna-svensk-psykrockparla/. Läst 17 september 2024.
6. ↑  ”Crysanthemum (Dark) – Official Music Video – Bleu Roi” (på tyska). https://bleuroimusic.com/js_videos/crysanthemum-dark-official-music-video/. Läst 17 september 2024.
7. ↑  Thomas Cedergren (25 november 2021). ”Mer härlig indiepop från Two Year Vacation”. Rockfarbror. https://rockfarbror.se/2021/11/mer-harlig-indiepop-fran-two-year-vacation/. Läst 17 september 2024.